# Feltiella reducta
Feltiella reducta är en tvåvingeart som först beskrevs av Ephraim Porter Felt 1908.  Feltiella reducta ingår i släktet Feltiella och familjen gallmyggor.
Artens utbredningsområde är New York. Inga underarter finns listade i Catalogue of Life.